# Rodrigo Guerrero
Rodrigo Guerrero (* 10. Januar 1988 in Mexiko-Stadt, Mexiko) ist ein mexikanischer Boxer im Superfliegengewicht.

## Profikarriere
2005 begann er seine Profikarriere und kämpfte in seinem Debütkampf nur unentschieden. Am 8. Oktober 2011 boxte er gegen Raul Martinez um den vakanten Weltmeistertitel des Verbandes IBF und siegte durch „technische Entscheidung“ in Runde 6. Diesen Titel verlor er bereits in seiner ersten Titelverteidigung am 11. Februar des darauffolgenden Jahres an Juan Carlos Sánchez junior nach Punkten.